# Igoris
Igoris ist ein litauischer männlicher Vorname, abgeleitet von dem russischen Vornamen Igor. 

## Bekannte Namensträger
- Igoris Morinas (* 1975), litauischer Fußballspieler
- Igoris Ščekočichinas (* 1980), litauischer Biathlet